# 長谷川茂
長谷川 茂（はせがわ しげる、1909年11月24日 - 2001年7月4日）は、日本の実業家。

## 経歴
福岡市に生まれる。
1929年、福岡県中学修猷館を経て、1934年、東京帝国大学法学部法律学科を卒業し大阪商船に入社。
1947年10月、関西汽船に転じ、1957年8月取締役となり、1958年6月常務、1959年8月東京支店長、1962年8月専務を経て、1966年8月社長に就任する。
1973年8月相談役、1974年8月顧問となる。